# Vollrath von Hellermann
Vollrath Friedrich Maximilian Bogislav von Hellermann (* 18. Mai 1900 in Ratzeburg; † 25. August 1971 in München) war ein deutscher Generalmajor der Wehrmacht im Zweiten Weltkrieg.

## Leben

### Herkunft
Vollrath entstammte dem Adelsgeschlecht von Hellermann. Seine Eltern waren der preußische Regierungsrat in Merseburg Friedrich von Hellermann (* 1870) und dessen Ehefrau Gertrud, geborene von Manteuffel (* 1878).

### Militärkarriere
Nach sieben Jahren im Kadettenkorps (1914–1921) studierte Hellermann Rechtswissenschaften in Göttingen. Nach der Aktivität beim Corps Saxonia (1921–1924) trat er am 1. März 1924 als Freiwilliger in das 6. (Preußisches) Reiter-Regiment in Pasewalk ein. Am 1. Juli 1925 erfolgte seine Ernennung zum Fahnenjunker. Für ein halbes Jahr wurde er ab 1. März 1926 zum I. Lehrgang an die Infanterie-Schule Dresden kommandiert sowie vom 5. November 1926 bis 26. August 1927 zum II. Lehrgang an die Kavallerieschule Hannover. Im Anschluss daran wurde Hellermann am 1. Dezember 1927 Leutnant.
Ab 1. Mai 1935 Rittmeister, war er bei Ausbruch des Zweiten Weltkrieges Adjutant der 5. Armee, die wenig später zur 18. Armee umgebildet wurde. Er stieg bis Anfang April 1942 zum Oberstleutnant auf und war vom 1. September bis zum 15. Oktober 1942 Kommandeur des Panzergrenadier-Regiments 21. Am 20. September 1942 wurde er mit dem Deutschen Kreuz in Gold und am 21. November 1942 mit dem Ritterkreuz des Eisernen Kreuzes ausgezeichnet.
Ab 1. Oktober 1944 Generalmajor, wurde und blieb er Generalinspekteur für den Offizier- und Unteroffiziernachwuchs im Oberkommando des Heeres, genannt Generalinspekteur für den Führernachwuchs. Vom 8. Mai 1945 bis März 1947 war er Kriegsgefangener der Alliierten. Nach dem Krieg war er Mitgründer und 1952–1956 erster Vorsitzender der Gesellschaft für Wehrkunde in München.
Ab 1929 war er mit Luise Müller-Kulenkampff verheiratet.